# Светиниколски проход

Светиниколски проход (или проход Свети Никола) е планински проход в югоизточната част на Светиниколска планина (част от Западна Стара планина), на територията на България и Република Сърбия.
Свързва долината на Чупренска река (от басейна на река Лом) при българското село Чупрене с долината на река Търговишки Тимок при сръбското село Равно буче.
Дължината на прохода е около 15 km, като на българска територия са около 9 km, а на сръбска – около 6 km. Надморската височина на седловината е 1378 m и се намира на около 1 km южно от най-високия връх на Светиниколска планина Хайдушки камък (1721 m).
Проходът започва от западния край на село Чупрене (Област Видин), на 456 m н.в. и като камионен път се изкачва нагоре по долината на Чупренска река (десен приток на Стакевска река, от басейна на река Лом). След около 7 km пътят свършва и последните 2 km до седловината представлява горска пътека. Вече на сръбска територия отново има камионен път, който от държавната граница (седловината) с множество завои и голям наклон се спуска до село Равно буче на 795 m н.в.
Официално на границата със Сърбия завършва последния 9-километровия участък (от km 61.4 до km 72.6) от третокласния Републикански път III-114, Лом – Ружинци Светиниколски проход, а в действителност пътят с твърда настилка завършва в село Чупрене. В миналото проходът е бил много използван, а сега е изоставен.

## Топографска карта
- Лист от карта K-34-22. Мащаб: 1 : 100 000.
- Лист от карта K-34-022-3 (Горни Лом). Мащаб: 1 : 50 000. (BGtopoVJ на Ведрин Желязков)